# Atlassian
Atlassian est un éditeur de logiciels, basé en Australie, éditant des produits pour la gestion de développement et de projets. Ses logiciels les plus connus sont Jira, Confluence, Bamboo, Bitbucket et Trello.
La société Atlassian revendique plus de 25 000 clients dans le monde[Quand ?], parmi lesquels figurent Audi, SQLi, la NASA, ArianeGroup, Twitter, Infor, Toastprod, Polyright, le Canton de Genève ou Cisco.

## Historique
Atlassian est créée en 2002 à Sydney par deux étudiants, Scott Farquhar (en) et Mike Cannon-Brookes.
Son nom est inspiré du titan Atlas de la mythologie grecque. La dérivation a été reflétée dans le logo de la société utilisée de 2011 à 2017 à travers une figure bleue en forme de x en train de tenir ce qui est montré comme le fond du ciel[réf. nécessaire].
Elle avait, en 2010, 225 employés localisés à Sydney, San Francisco et Amsterdam, et compte en 2016 plus de 1 760 employés.
Atlassian est lauréate du Computerworld 2012.
En novembre 2015, Atlassian annonce un chiffre d'affaires de 320 millions de dollars et Shona Brown (en) est nommée à son conseil d'administration. Le 10 décembre 2015, Atlassian commencé son offre publique initiale sur la Bourse NASDAQ sous le symbole TEAM, mettant sa capitalisation boursière à 4,37 milliards de dollars.
En janvier 2017, Atlassian rachète Trello pour une valeur de 425 millions de dollars.
En octobre 2020, Atlassian a annoncé la fin de la vente de ses produits serveurs en février 2021 et la fin de leur support en février 2024, afin de se concentrer sur les activités Cloud et Data Center.